# غرانت مكلينان
غرانت مكلينان (بالإنجليزية: Grant McLennan)‏ هو موسيقي ومغني وكاتب أغاني وعازف قيثارة أسترالي، ولد في 12 فبراير 1958 في روكامبتون في أستراليا، وتوفي في 6 مايو 2006 في بريزبان في أستراليا بسبب نوبة قلبية.

## وصلات خارجية
- غرانت مكلينان على موقع IMDb (الإنجليزية)
- غرانت مكلينان على موقع ميوزك برينز (الإنجليزية)
- غرانت مكلينان على موقع أول ميوزيك (الإنجليزية)
- غرانت مكلينان على موقع ديسكوغز (الإنجليزية)